# Ammodaimon
Ammodaimon is een vliegengeslacht uit de familie van de roofvliegen (Asilidae).

## Soorten
- A. acares Londt, 1985